# Nestor úzkozobý
Nestor úzkozobý, známý také jako nestor norfolkský (Nestor productus), je vyhynulým druhem papouška, který náleží do čeledi kakapovití (Strigopidae) a rodu nestor (Nestor). Jeho nejbližší příbuzný je nestor kaka (Nestor meridionalis) z Nového Zélandu. Nestor úzkozobý byl statný papoušek, asi 38 cm velký, jemuž jméno vynesl dlouhý dolů zahnutý zobák. Vyskytoval se na ostrově Norfolk a také na dvou malých blízkých ostrovech Phillip Island a Nepean Island. Biologie tohoto druhu zůstala neprobádána a je v mnoha ohledech hádankou. Podobně jako nestor kaka mohl i nestor úzkozobý obývat lesní oblasti a žít buď solitérně, anebo v menších skupinkách. Jednalo se o špatného letce, který často pobýval na zemi. Nebyl plachý a v zajetí se dal snadno ochočit. Hnízdil pravděpodobně ve stromových dutinách a snůška činila asi 4 vejce, avšak i tyto informace jsou sporné.
Druh poprvé popsal britský ornitolog John Gould roku 1836 pod původním vědeckým jménem Plyctolophus productus. Již tehdy byl však pták na pokraji vyhynutí. Ostrov Norfolk byl objeven roku 1774 během druhé plavby Jamese Cooka a od roku 1788 sloužil jako trestanecká kolonie. To s sebou přineslo jak ničení lesních porostů, tak lov papoušků pro maso a introdukci nových predátorů. Již na konci 30. let 19. století nebyl nestor úzkozobý na Norfolku nalezen. Menší populace pravděpodobně přežívaly na ostrově Phillip, kde však byly vystaveny vlivu vysazených prasat, koz a králíků, kteří měli negativní vliv na tamní vegetaci. Poslední známý jedinec nestora úzkozobého uhynul v zajetí v Londýně někdy po roce 1851. Některé exempláře a fosilní pozůstatky schraňují muzea po celém světě, jeden exemplář náleží i Národnímu muzeu v Praze.

## Systematika

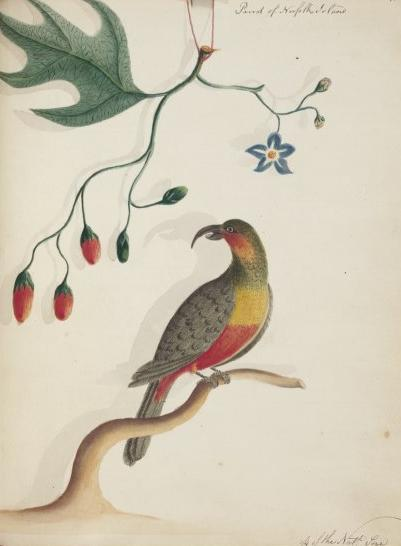
Hunterova kresba je jediná kresba živého ptáka ve volné přírodě

Prvním evropským přírodovědcem, který nestora úzkozobého pozoroval, byl německý pastor a ornitolog Johann Reinhold Forster. Tento muž se společně se svým synem Georgem zúčastnil druhé plavby Jamese Cooka do Tichomoří mezi lety 1772 až 1775. Ostrov, Cookem pojmenovaný jako Norfolk, expedice objevila v říjnu roku 1774 a z této doby také pochází první zmínka o nestorovi. Cook si do svého deníku zapsal, že na ostrově „žily stejné druhy holubů a papoušků jako na Novém Zélandu”. Nestora úzkozobého zvěčnil roku 1790 na akvarelu důstojník Britského královského námořnictva a druhý guvernér Nového Jižního Walesu John Hunter, který na ostrově ztroskotal. Pták je vykreslen na lilkovité rostlině druhu Solanum aviculare a jedná se o jedinou kresbu živého ptáka v jeho přirozeném prostředí. Druh poprvé vědecky popsal britský ornitolog John Gould roku 1836, přičemž zvolil vědecké jméno Plyctolophus productus. Současná systematika řadí nestora úzkozobého do rodu nestor (Nestor), nesoucí jméno bájného Nestóra z řecké mytologie. Druhové jméno productus pochází z latiny a znamená „prodloužený”, odkazuje tak na extrémně dlouhý papouškův zobák. Původní jméno Plyctolophus productus je vědeckým synonymem. Nestor úzkozobý je monotypickým taxonem a netvoří tedy žádné poddruhy.
O vnitrodruhové systematice nestora úzkozobého ovšem v minulosti panovaly nejasnosti. U některých jedinců se totiž vyvíjel zobák až abnormálně velký, pravděpodobně šlo o jistou formu deformity. Tato abnormálnost nicméně zaujala česko-rakouského zoologa Augusta von Pelzelna, který pro tyto jedince vytvořil nový druh Nestor norfolcensis. Někteří další zoologové tento nový druh uznávali a zvláště baron (a zoolog) Lionel Walter Rothschild spekuloval, že tito podle něj specializovaní papoušci mohli žít na Ostrově lorda Howa. Pro tato tvrzení nicméně neexistují důkazy. Druh Nestor norfolcensis se později stal synonymem k Nestor productus.
V rámci mezidruhové příbuznosti se nestor úzkozobý řadí do čeledi kakapovití (Strigopidae) a v ní do podčeledi Nestorinae a jediného rodu Nestor. Čeleď kakapovitých kromě rodu Nestor tvoří ještě rod Strigops (v podčeledi Strigopinae) s jediným druhem kakapem sovím (S. habroptila). Podle jiné systematiky tvoří nestorové vlastní čeleď Nestoridae, která společně s čeledí kakapovitých Strigopidae tvoří nadčeleď Strigopoidea. Nestorové a kakapové představují bazální klad vůči všem ostatním papouškům. Samotné linie nestorů a kakapů se na Novém Zélandu rozdělily před 23 až 29 miliony lety. Nestor kea (N. notabilis) se od nestora kaky (Nestor meridionalis) oddělil před asi 2,3 až 4,4 miliony let. Nestor kaka se následně rozdělil do svých dvou poddruhů (na Severním a Jižním ostrově) a dal vzniknout také dvěma novým druhům: nestoru úzkozobému a druhu Nestor chathamensis. Nestor kaka je považován za nejbližšího příbuzného nestora úzkozobého. V některých publikacích se lze setkat i s tím, že je nestor úzkozobý hodnocen jako poddruh nestora kaky.

## Popis

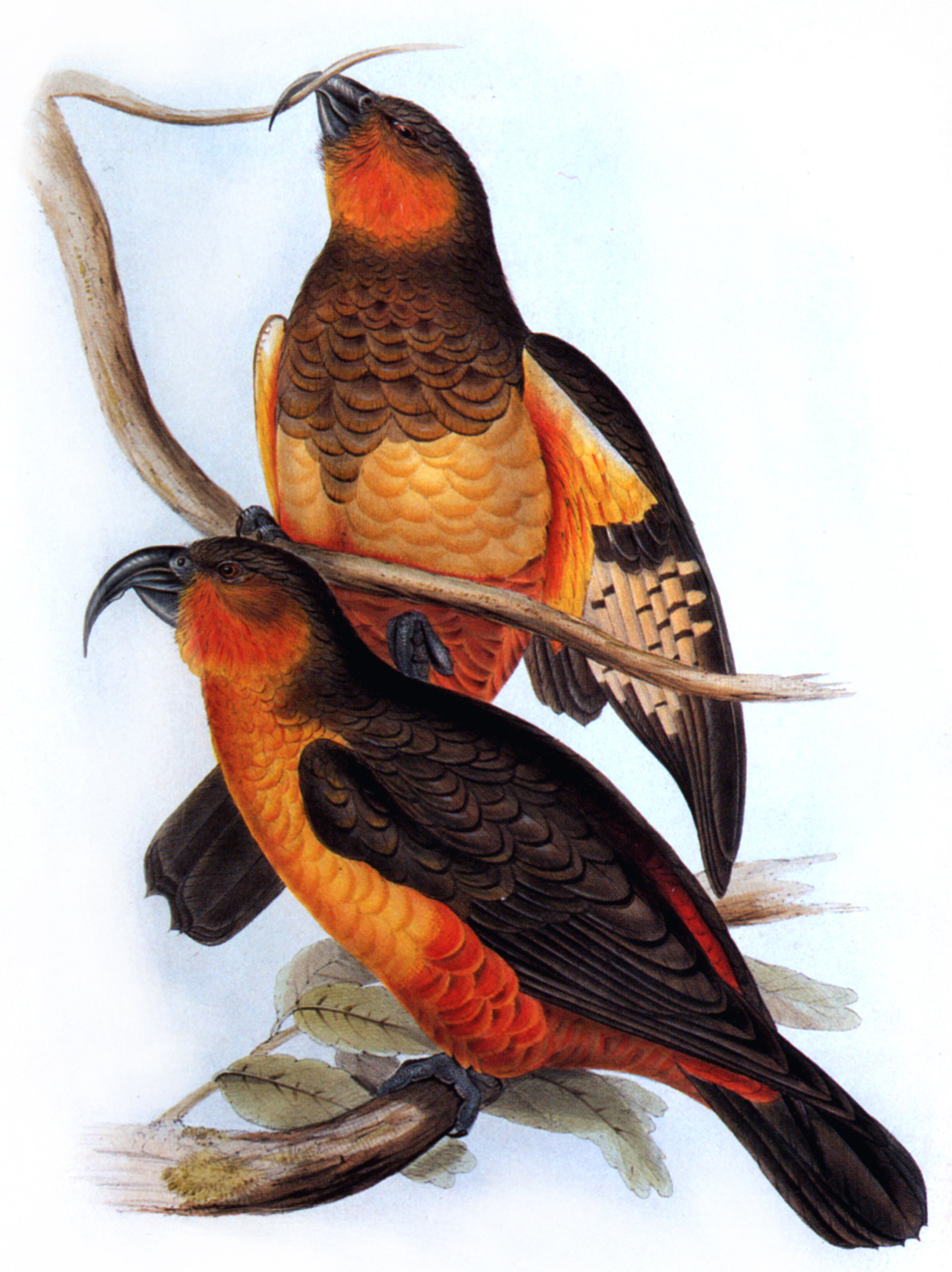
Na kresbě Johna Goulda

Nestor úzkozobý dosahoval velikosti asi 38 cm. Jednalo se o velkého a statného papouška, který se vyznačoval kratšími křídly a krátkým ocasem, ale mohutnými končetinami. Typickým znakem byl také dlouhý dolů zahnutý zobák. Australský ornitolog a odborník na papoušky Joseph Forshaw uvádí ve své knize přesnější měření založená na několika muzejních exemplářích. Rozměry jednoho samce byly: křídlo měřilo 259 mm, ocas 130 mm, zobák 48 mm a tarsometatarsus 35 mm. Rozměry jedné samice činily: křídlo 261 mm, ocas 128 mm, zobák 42 mm, tarsometatarsus 33 mm. Rozměry pěti jedinců nejasného pohlaví činily: křídlo 232–259 mm, ocas 121–145 mm, zobák 40–49 mm a tarsometatarsus 32–38 mm. Rozměry tarsometatarsu zjištěné na základě muzejních vzorků však nejsou u ptáků příliš vypovídající, protože jejich končetiny bývají často zkrouceny a umístěny v nepřirozených polohách.
Zbarvení peří nestora úzkozobého bylo rozmanité, nicméně pohybovalo se především od nazelenale popelavé až po hnědou, s oranžovými odstíny, ocas byl hnědý. Horní část hrudi měla barvu šedavě hnědou, přičemž spodní strana těla následně přecházela do žlutooranžové. Na stehnech bylo zbarvení hnědé až červenohnědé, kostřec byl matně červený. Zbarvení hlavy bylo na čele, koruně a šíji hnědošedé až hnědé, na tvářích světlejší, žlutavé až oranžové, někdy až lehce do červena. Duhovka měla zbarvení tmavě hnědé, dlouhý zobák byl hnědošedý a končetiny olivově hnědé. Nevyvinul se výrazný pohlavní dimorfismus. Juvenilní jedinci se vcelku podobali dospělcům, ale postrádali žlutočervené znaky na prsou, místo toho byl jejich hrudník olivově hnědý.

## Biologie

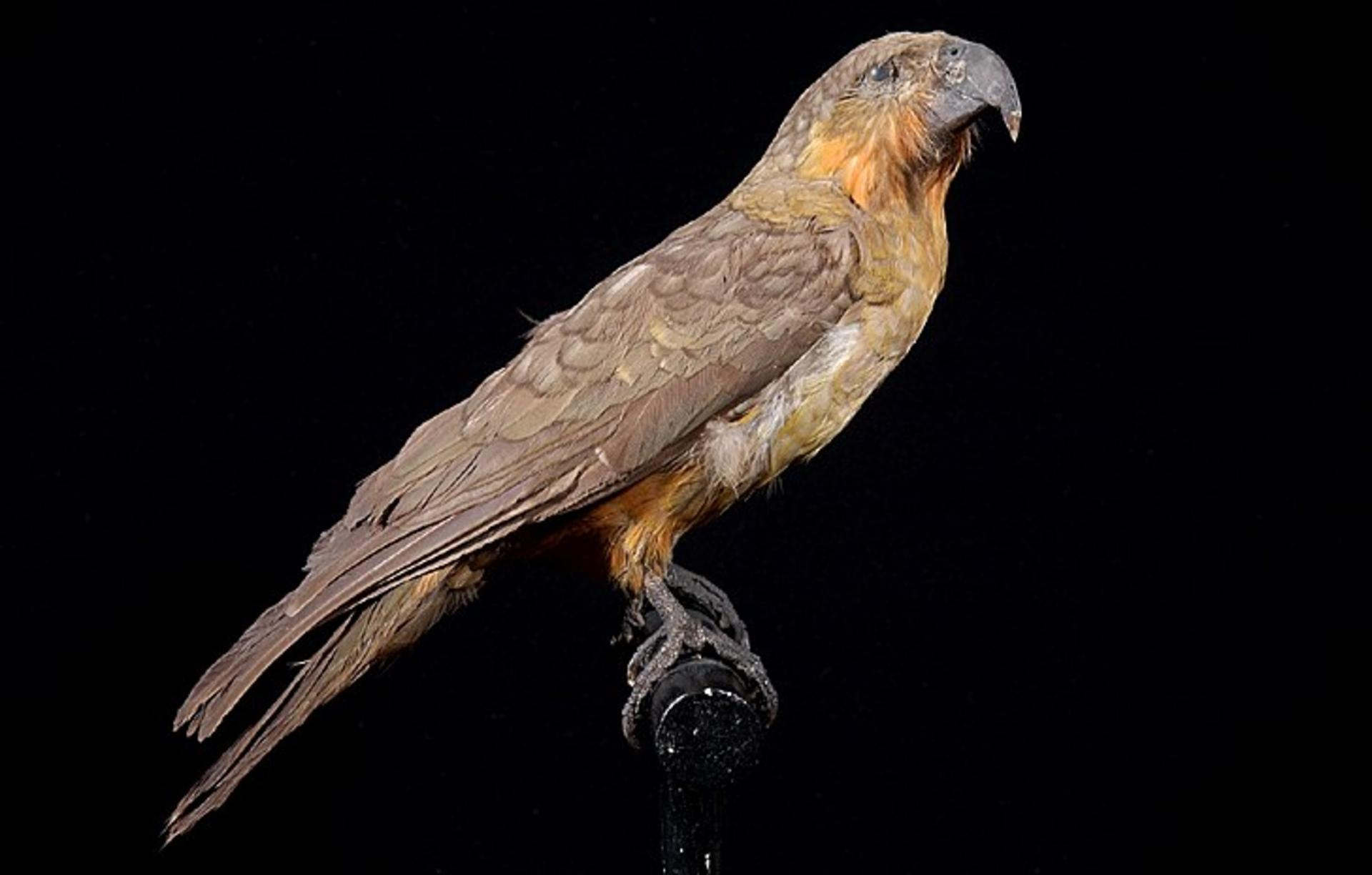
Preparovaný exemplář

Nestor úzkozobý se vyskytoval výhradně na ostrově Norfolk, jenž leží asi 740 km severozápadně od Nového Zélandu, a na blízkém ostrově Phillip Island, který leží asi 6 km jižně od Norfolku. Australský ornitolog a odborník na papoušky Joseph Forshaw uvádí výskyt také na blízkém ostrůvku Nepean Island, který je vzdálen jen několik set metrů od Norfolku. Vzhledem k tomu, že byl nestor úzkozobý spíše špatný letec, je možné, že mezi ostrovy nepřelétával, Forshaw je naopak toho názoru, že se mezi jednotlivými ostrovy pohybovat mohl.
Co se týče biologie, nedochovalo se dostatečné množství informací. Jelikož nejbližší příbuzný, novozélandský nestor kaka, je lesním druhem, lze předpokládat, že i nestor úzkozobý mohl žít v lesích. Nestoři kaka žijí buď samostatně, nebo v menších skupinkách a je možné, že nestor úzkozobý si vytvářel podobnou sociální strukturu. Nestor kaka obhajuje teritorium o rozloze asi 15,5 ha. Dobové zprávy hovoří o tom, že byl druh velmi zvídavý, zároveň šlo také o špatného letce, který se často zdržoval na zemi. V případě vyrušení pták odletěl do porostů blahočetů, přičemž si při pohybu ve větvích pomáhal svým zobákem.
Jisté podrobnosti o tomto druhu poskytl John Gould, který ptáka pozoroval v zajetí v Sydney někdy okolo roku 1838. Chovaný pták patřil jistému majoru Andersonovi a pocházel z ostrova Phillip Island, kde se pohyboval podle slov paní Andersonové jak na zemi ve skalnatém terénu, tak na vrcholcích vysokých stromů. Papoušek se zde živil nektarem rostlin (zřejmě slézovitá rostlina Lagunaria patersonia). V konzumaci této potravy mu pomáhal přizpůsobený jazyk s úzkým zrohovatělým výrůstkem na spodní straně. Jazyk dle slov Goulda připomínal lidský prst s nehtem na dolní části. Nicméně velikost a síla nestorova zobáku naznačují, že se druh živil i jinou potravou a zřejmě svůj zobák využíval k vytahování larev hmyzu z trouchnivějícího dřeva a pravděpodobně konzumoval i jinou potravu dostupnou v ostrovních lesích, jako bylo ovoce nebo semena. Gould o něco později pozoroval nestora úzkozobého v zajetí také v Londýně a zde chovaný pták byl krmen listy salátů a jiné zeleniny, stejně tak jako ovocnými šťávami a mléčnými výrobky. Nestor úzkozobý se ozýval nepříjemným chraplavým voláním, které se podobalo psímu štěkání. O rozmnožování tohoto druhu není zjištěno téměř nic. Gouldovi se od paní Andersonové dostalo informace, že druh hnízdil v dutinách stromů a snůška činila čtyři vejce, avšak dané informace se mu nepodařilo ověřit.

## Vyhynutí

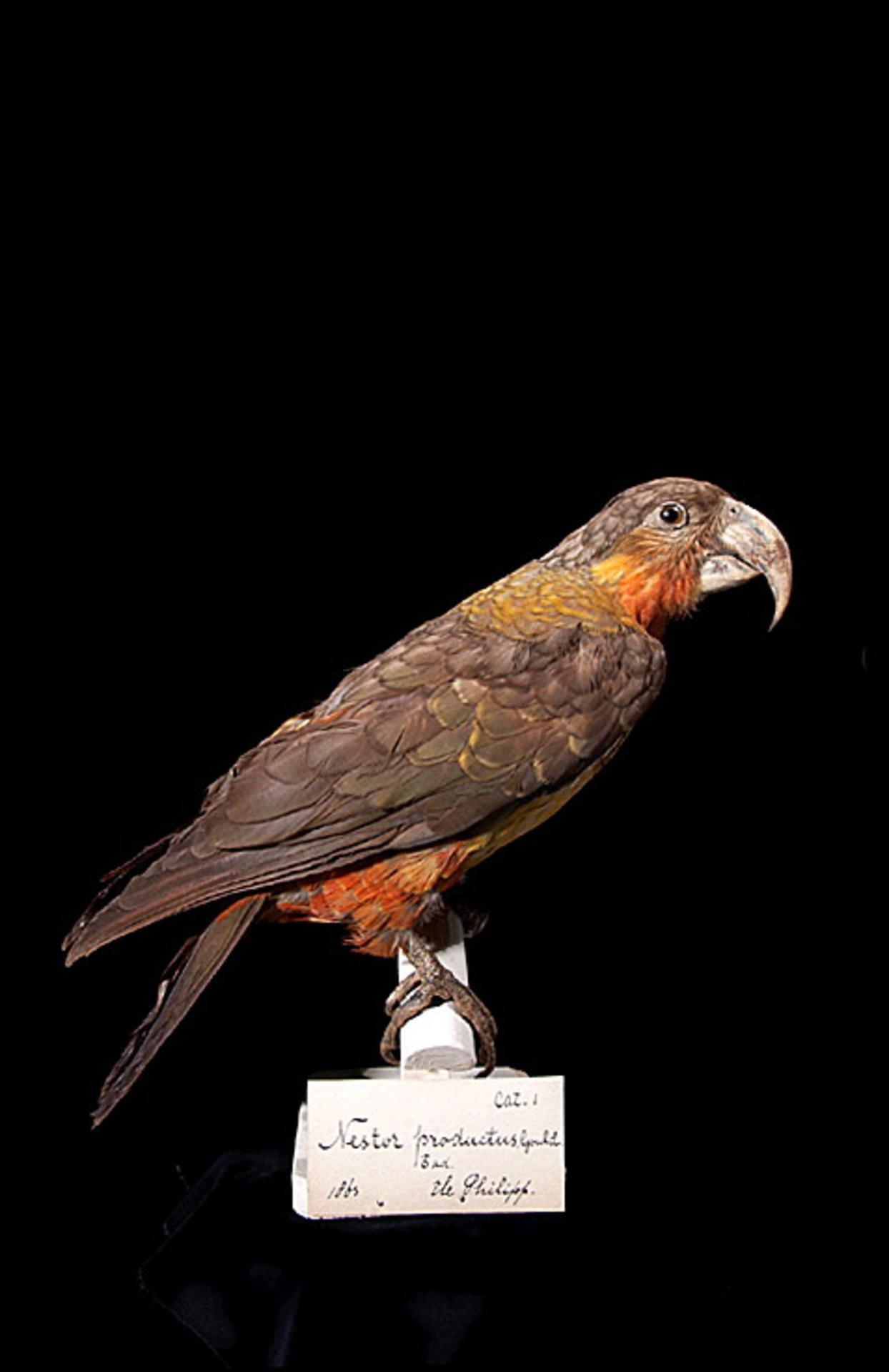
Muzejní exemplář

Nestor úzkozobý je Mezinárodním svazem ochrany přírody (IUCN) hodnocen jako vyhynulý taxon. Vyhynul následkem kombinace ztráty biotopu a nadměrného lovu. Cook ostrov Norfolk objevil roku 1774 a ten mezi lety 1788 až 1814 a následně také v období mezi roky 1825 až 1854 sloužil jako trestanecká kolonie. Vzhledem k tomu, že všechny ostrovy, na kterých se nestor vyskytoval, jsou poměrně malé (ostrov Norfolk má rozlohu asi 35 km², ostrov Phillip asi 190 ha a ostrov Nepean pouhých 10 ha), nemohly už před lidským osídlením uživit početnou populaci papoušků.
Následkem lidské kolonizace pak došlo k přetvoření původního vzhledu ostrova, jeho velká část byla odlesněna pro zemědělství a výstavbu. Souběžně s tím byl také nestor úzkozobý loven osadníky a trestanci pro maso, přičemž šlo o snadnou kořist, protože ptáci nebyli plaší. Zejména po ztroskotání lodi Britského královského námořnictva Sirius v březnu roku 1790, na jejíž palubě byl kapitán John Hunter, od něhož pochází ilustrace ptáka, byla hladovějící posádka nucena zdejší ptáky lovit. Námořníci na ostrově přečkali téměř rok, a to až do února 1791, než byli jinou lodí zachráněni a převezeni zpět do Anglie. Společně s nestorem úzkozobým byly loveny i jiné druhy ptáků, jako byli buřňák hnědohlavý (Pterodroma solandri) a poddruh holuba maorského Hemiphaga novaeseelandiae spadicea, který je dnes rovněž považován za vyhubený.
Nebezpečí pro nestora úzkozobého plynulo také ze strany nepůvodních predátorů, jako byly zdivočelé kočky dovezené na ostrov. Na ostrově Phillip došlo také k vysazení prasat, koz a králíků, kteří měli negativní vliv na vegetaci ostrova. Docházelo rovněž k odchytávání ptáků pro klecový chov, zejména protože se dali snadno ochočit a v zajetí se dobře chovali. Nestor úzkozobý kvůli všem těmto faktorům na ostrově Norfolk vyhynul někdy kolem doby vytváření druhé trestanecké kolonie – což lze usuzovat na základě toho, že Abel D. W. Best, jenž mezi roky 1838 až 1839 prováděl na ostrově komplexní ornitologický průzkum, se o ptákovi nezmiňoval. Na ostrově Phillip zřejmě menší populace nestorů úzkozobých přežívaly o něco déle. Poslední známý jedinec nestora úzkozobého uhynul v zajetí v Londýně někdy po roce 1851.

### Muzejní kusy
Některé exempláře nestorů úzkozobých jsou uchovány v muzeích po celém světě, přičemž všechny vzorky se známým původem pocházejí z ostrova Phillip. Exempláře vlastní konkrétně muzejní instituce v Besançonu (Francie), v Amsterdamu a Leidenu (Nizozemsko), Kielu, Berlíně, Frankfurtu, Drážďanech a Göttingenu (Německo), Vídni (Rakousko), Birminghamu, Cambridgi, Tringu, Liverpoolu, Londýně (Velká Británie), Florencii (Itálie), Melbourne (Austrálie), New Yorku, Washingtonu, Filadelfii (USA) a jeden vzorek neznámého pohlaví vlastní také Národní muzeum v Praze. Pražský vzorek P6V-004385 pochází ze sbírky rakouského přírodovědce a důstojníka rakouské armády Christopha Feldegga. Zajímavé jsou také vzorky z leidenského muzea, které vlastní jednu samici (vzorek RMNH 110.068) a jednoho samce (vzorek RMNH 110.061) nestora úzkozobého. Původ vzorku samce z ostrova Phillip, který je datován do roku 1863, je neznámý. Pokud by však opravdu byl pták uloven roku 1863 (a nebyl tehdy např. jen zakoupen z jiné sbírky), značilo by to, že nestor na ostrově přežíval ještě v 60. letech. Ze stejné skupiny ptáků jako v leidenském muzeu pochází i amsterdamský vzorek neznámého pohlaví ZMA 3164. Muzeum v Sydney vlastní jeden vysušený exemplář. Mimoto jsou dochovány některé fosilní zbytky z nejméně devíti jedinců.